# L'Énigmatique Monsieur Horace
Pour plus de détails, voir Fiche technique et Distribution.
L'Énigmatique Monsieur Horace (The Luck of the Irish) est un film américain en noir et blanc réalisé par Henry Koster, sorti en 1948.

## Fiche technique
- Titre français : L'Énigmatique Monsieur Horace
- Titre original : The Luck of the Irish
- Réalisation : Henry Koster
- Scénario : Philip Dunne, d'après le livre de Constance Jones et Guy Jones
- Production : Fred Kohlmar
- Société de production : Twentieth Century Fox
- Musique : Cyril J. Mockridge
- Photographie : Joseph LaShelle
- Costumes : Bonnie Cashin
- Montage : J. Watson Webb Jr.
- Pays d'origine : États-Unis
- Langue originale : anglais
- Format : noir et blanc (teinte verte par moments) – 35 mm – 1,37:1 – mono (Western Electric Recording)
- Genre : Comédie romantique
- Durée : 99 min
- Dates de sortie : 
  - États-Unis : 15 septembre 1948
  - France : 13 juin 1949

## Distribution
- Tyrone Power : Stephen Fitzgerald
- Anne Baxter : Nora
- Cecil Kellaway : Horace
- Lee J. Cobb : David C. Augur
- James Todd : Bill Clark
- Jayne Meadows : Frances Augur
- J. M. Kerrigan : Tatie
- Phil Brown : Tom Higginbotham

## Source
- L'Énigmatique Monsieur Horace sur EncycloCinéma